# Автомагістраль А23 (Франція)
Автомагістраль A23 — шосе на півночі Франції. Довжиною 42,5 кілометри.

## Маршрут
Дорога проходить на північний захід/південний схід від агломерації Лілль до міста Валансьєн, фактично з’єднуючи автомагістралі A1 і A2.

A23 на півночі Франції